# Triticum turgidum
Triticum turgidum L., 1753 è una pianta erbacea della famiglia delle Poaceae.

## Tassonomia
Sono riconosciute le seguenti sottospecie:
- Triticum turgidum subsp. turgidum - sottospecie nominale
- Triticum turgidum subsp. carthlicum (Nevski) Á.Löve & D.Löve
- Triticum turgidum subsp. dicoccoides (Asch. & Graebn.) Thell.
- Triticum turgidum subsp. dicoccum (Schrank ex Schübl.) Thell.
- Triticum turgidum subsp. durum (Desf.) Husn.
- Triticum turgidum subsp. georgicum (Dekapr. & Menabde) Mackey ex Hanelt
- Triticum turgidum subsp. polonicum (L.) Thell.
- Triticum turgidum subsp. turanicum (Jakubz.) Á.Löve & D.Löve